# Atrichum
Atrichum (Katrinemos) er en slægt af mosser med omkring 15 arter i verden, hvoraf de tre findes i Danmark. Atrichum betyder 'hårløs' (af græsk a- uden og trichos hår) og hentyder til sporehusets glatte hætte.
| Danske arter |

- Smalbladet katrinemos Atrichum angustatum
- Lille katrinemos Atrichum tenellum
- Bølget katrinemos Atrichum undulatum